# Coarsegold
Coarsegold – jednostka osadnicza w Stanach Zjednoczonych, w stanie Kalifornia, w hrabstwie Madera.